# شهرستان کلارک (کنتاکی)
شهرستان کلارک، کنتاکی (به انگلیسی: Clark County, Kentucky) یک سکونتگاه مسکونی در ایالات متحده آمریکا است که در کنتاکی واقع شده‌است.